# Langhansstraße (Berlin)
Die Langhansstraße (ⓘ) im Berliner Ortsteil Weißensee, die vor dem Jahr 1874 angelegt wurde, erfuhr 1878 eine Vereinigung mit der Traugottstraße und der Otzenstraße. Sie war vorher auf den Teil zwischen der Gustav-Adolf-Straße und der Roelckestraße beschränkt.

## Namensherkunft
Die Straße wurde nach dem Verwalter des Weißenseer Rittergutes Johann Eduard Langhans (* 1835 in Hamburg, † nach 1905) benannt. Die Straße liegt im Gründerviertel – ein Gebiet in Weißensee, dessen Straßen und Plätze nach Personen benannt sind, die sich um die Entwicklung und den Ausbau von Weißensee während der Gründerzeit verdient gemacht haben.

## Straßenverlauf und Geschichte
Es ist eine innerstädtische Wohnstraße mit Kleingewerbe und besitzt überwiegend Altbausubstanz. Das Verkehrsaufkommen ist mäßig, sie wird von der Straßenbahn durchfahren, tagsüber folgt die M13 im 10-Minuten- und die Linie 12 im 20-Minuten-Takt. Die Langhansstraße verbindet die Prenzlauer Promenade südostwärts mit dem Antonplatz. Von 1875 bis 1878 hieß der Straßenabschnitt vom Antonplatz bis zur Roelckestraße Traugottstraße, und das westlichere Stück von der Gustav-Adolf-Straße bis zur Heinersdorfer Straße wurde Otzenstraße genannt. Wann die Verlängerung der Langhansstraße über die Heinersdorfer Straße hinaus bis zur Prenzlauer Promenade vorgenommen wurde, bedarf noch der Klärung. Seit 1884 führte eine Pferdebahnstrecke der Neuen Berliner Pferdebahn durch die Straße, die heute von den Linien 12 und M13 der Berliner Straßenbahn befahren wird.
In den 1920er Jahren wurden auf der Nordostseite der Straße ganze Häuserzeilen mit preisgünstigem Wohnraum errichtet. Auf der gegenüberliegenden Straßenseite hatten sich vorzugsweise Betriebe angesiedelt wie eine Schokoladenfabrik (später: Süßwarenfabrik „Elfe“) und viele kleine Werkstätten.

## Hausnummernverlauf
Die Nummerierung der Grundstücke beginnt am südlichen Ende der Langhansstraße ab Antonplatz, läuft auf der nordöstlichen Straßenseite bis zur Prenzlauer Promenade und anschließend auf der südwestlichen Straßenseite zurück bis zum Antonplatz.

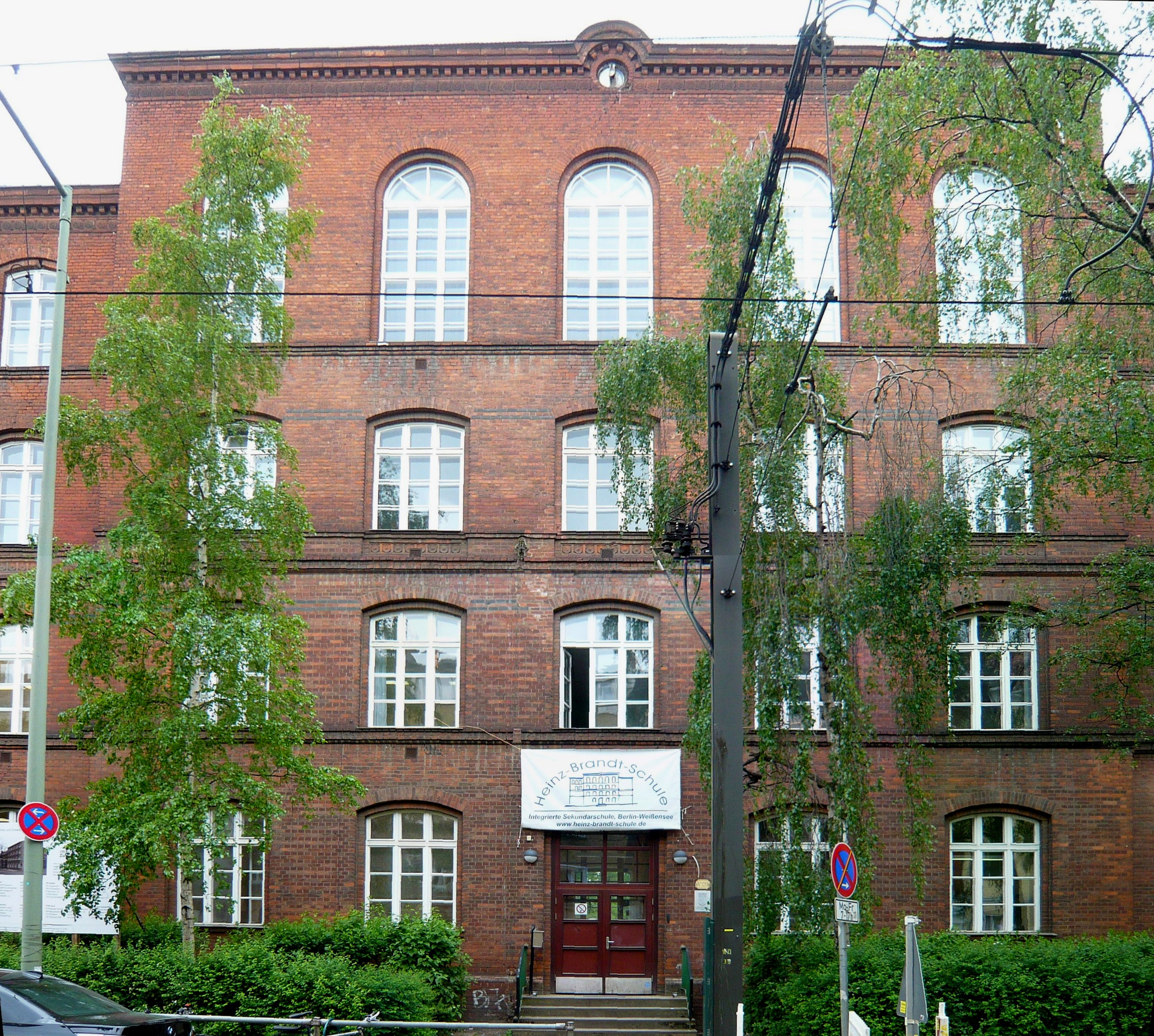
Fassade der Heinz-Brandt-Schule, Frühjahr 2011

## Anliegende Grundstücke
An der Langhansstraße liegen verschiedene Einrichtungen in Trägerschaft der kommunalen Verwaltung oder von karitativen Einrichtungen:
- Nr. 37: Haus „Langhans“ der gemeinnützigen GEBEWO – Soziale Dienste – Berlin
- Nr. 74b: Klax-Grundschule und Kindergarten Tausendfüßler der Lebendig Lernen gGmbH
- Nr. 120: Heinz-Brandt-Schule,[3] um 1870 als 1. Gemeindeschule Weißensee entstanden und mit ihrem Hauptgebäude[4] sowie der Turnhalle[5] denkmalgeschützt.